# Route européenne 99
Pour les articles homonymes, voir Route 99 et E99.
La route européenne 99 (E99) est une route reliant Dəmirçi (en) en Azerbaïdjan à Akçakale en Turquie, à la frontière avec la Syrie.